# Бобров Флавіан Флавіанович
Флавіан Флавіанович Бобров (27 листопада 1881, Санкт-Петербург — 21 червня 1948) — вчений-технолог, доктор технічних наук, професор, завідувач кафедри целюлозно-паперового виробництва (1938—1948) Київського політехнічного інституту.

## Біографія
Народився 27 листопада 1881 року у Санкт-Петербурзі. У 1907 закінчив Київський політехнічний інститут, протягом 1907—1917 років викладав тут і в Комерційному інституті в Києві. У 1917—1930 роках працював на целюлозно-паперових виробництвах та керівній роботі в Центральному паперовому тресті УВРНГ в Москві, одночасно виконував обов'язки доцента в Московському інституті народного господарства. В 1930—1938 роках завідував кафедрою целюлозно-паперового виробництва Індустріального педагогічного інституту імені К. Лібкнехта, потім Хіміко-технологічного інституту та Інституту господарників Народного комісаріату військової промисловості СРСР, керував науково-дослідною групою в Центральному науково-дослідному інституті целюлозно-паперового виробництва (все Москва).
З 1 вересня 1938 року до кончини працював у Київському політехнічному інституті. 3 1937 року — доктор наук, у 1939 році затверджений у вченому званні професора.
В 1944 році нагороджений орденом Трудового Червоного Прапора.
Наукові дослідження присвячені питанням удосконалення технології целюлозно-паперового виробництва.
Помер 21 червня 1948 року. Похований в Києві на Лук'янівському цвинтарі (ділянка № 38, ряд 3, місце 42).